# Prva makedonska fudbalska liga
La Prva makedonska fudbalska liga (macedone: Прва македонска фудбалска лига, Prima lega calcistica macedone) è la massima divisione del campionato macedone di calcio. La squadra più titolata è il Vardar.
Fondata nel 1992 dopo che la Repubblica di Macedonia aveva ottenuto l'indipendenza dalla Jugoslavia, è organizzata dalla Federazione calcistica della Macedonia del Nord. In precedenza il campionato macedone era uno dei tornei dilettantistici regionali alla base del campionato jugoslavo e solo le migliori squadre del paese prendevano parte alle tre divisioni nazionali.
Per la stagione 2022-2023 la Prva makedonska fudbalska liga occupa il 52º posto nel ranking UEFA delle competizioni per club.

## Formula
Le 11 squadre partecipanti si sfidano in un girone di andata-ritorno-andata per un totale di 33 giornate. Al termine del campionato la prima classificata è designata campione della Macedonia del Nord ed è ammessa al primo turno di qualificazione della UEFA Champions League. Le squadra seconda e terza classificate vengono invece ammesse al primo turno di qualificazione della UEFA Europa Conference League. Le ultime due classificate vengono retrocesse direttamente in Vtora Liga, mentre la quattordicesima classificata affronta, la terza classificate in Vtora Liga in uno spareggio promozione/retrocessione.

## Storia
Il campionato macedone nasce come torneo della Subassociazione calcistica di Skopje, un ente regionale della Federazione jugoslava, nel 1928. Le migliori squadre della Banovina del Vardar competevano anche nel campionato nazionale, per il quale i tornei regionali fungevano da fase di qualificazione.
Dopo la seconda guerra mondiale nacque la Repubblica Socialista di Macedonia, una delle sei repubbliche federate jugoslave. Il campionato di questa repubblica (la Makedonska republička liga) fungeva da torneo regionale e le squadre principali disputavano regolarmente il campionato nazionale; ad esempio il Vardar non militò mai nel campionato macedone in questo periodo, ma solo in quello jugoslavo.
Al termine della stagione 1991-1992 le squadre macedoni abbandonano il campionato jugoslavo: in particolare il Vardar e il Pelister Bitola avevano partecipato in quell'anno al massimo torneo federale. Dalla stagione successiva nasce quindi il campionato macedone, che nel primo anno è costituito da un girone all'italiana di diciotto squadre, subito ridotte a sedici dalla stagione successiva e a quattordici dal 1996-1997. Infine dal campionato 2001-2002 il numero delle squadre, dodici, è rimasto costante fino al 2014, quando si è scesi a dieci club.
Nel 2009-2010 tre delle più importanti squadre del paese sono state escluse dal campionato: il Pobeda dopo 28 giornate; il Makedonija e lo Sloga Jugomagnat dopo 13 giornate, per non essersi presentate a due partite consecutive.
A seguito della sospensione del campionato 2019-2020 per via della pandemia di COVID-19, la federazione macedone ha stabilito l'assegnazione del titolo al Vardar, primo in classifica al momento dell'interruzione della stagione, e l'allargamento della massima divisione a 12 squadre per la stagione seguente (includendo le due promosse dalla Vtora liga), con contestuale annullamento delle retrocessioni per la stagione 2019-2020.

## Partecipazioni per squadra
Sono 44 le squadre partecipanti ai 34 campionati dal 1992-1993 al 2025-2026.
- 32 volte:  Sileks Kratovo,  Vardar
- 28 volte:  Rabotnički
- 26 volte:  Pelister
- 23 volte:  Makedonija G.P.
- 22 volte:  Pobeda
- 21 volte:  Škendija
- 17 volte:  Renova
- 16 volte:  Bregalnica Štip,  Tikveš Kavadarci
- 15 volte:  Cementarnica 55
- 14 volte:  Belasica,  Sloga Jugomagnat
- 12 volte:  Napredok
- 11 volte:  Shkupi
- 10 volte:  Borec
- 9 volte:  Brera Strumica[3],  Metalurg Skopje,  Sasa
- 8 volte:  Osogovo Kočani,  Turnovo
- 7 volte:  Balkan Skopje,  Baškimi,  Struga
- 6 volte:  Skopje,  Teteks
- 5 volte:  Rudar Probištip
- 3 volte:  Gostivar,  Ljuboten Tetovo,  Kumanovo,  Milano Kumanovo,  Ohrid
- 2 volte:  Bregalnica Delčevo,  Madžari Solidarnost,  Vlazrimi Kičevo,  Voska Sport
- 1 volta:  11 Oktomvri,  Arsimi,  Besa Dobërdoll,  Drita Bogovinje,  Gorno Lisiče,  Karaorman,  Kožuf,  Mladost Carev Dvor,  Vardarski

## Squadre partecipanti
Stagione 2023-2024.
| Squadra          | Città                  | Stadio                       | Stagione precedente   |
| ---------------- | ---------------------- | ---------------------------- | --------------------- |
| Brera Strumica   | Strumica               | Stadio Blagoj Istatov        | 9° in Prva Liga       |
| Bregalnica Štip  | Štip                   | Stadio municipale            | 5° in Prva Liga       |
| Gostivar         | Gostivar               | Stadio municipale            | 2° in Vtora Liga      |
| Makedonija G.P.  | Skopje                 | Stadion Gjorche Petrov       | 7° in Prva Liga       |
| Rabotnički       | Skopje                 | Arena nazionale Toše Proeski | 8° in Prva Liga       |
| Sileks Kratovo   | Kratovo                | Gradski Stadion Kratovo      | 4° in Prva Liga       |
| Shkupi           | Čair, comune di Skopje | Stadio Chair                 | 2° in Prva Liga       |
| Škendija         | Tetovo                 | Ecolog Arena                 | 3° in Prva Liga       |
| Struga           | Struga                 | Stadio Gradska Plaža         | Campione di Macedonia |
| Tikveš Kavadarci | Kavadarci              | Gradski Stadion Kavadarci    | 6° in Prva Liga       |
| Vardar           | Skopje                 | Arena nazionale Toše Proeski | 3° in Vtora Liga      |
| Voska Sport      | Ocrida                 | SRC Biljanini Izvori         | 1° in Vtora Liga      |

### Allenatori e primatisti
| Squadra          | Allenatore       | Calciatore più presente | Cannoniere                                                          |
| ---------------- | ---------------- | ----------------------- | ------------------------------------------------------------------- |
| Brera Strumica   | Giovanni Valenti | 14 giocatori            | Agron Rufati (1) Georgije Jankulov (1) Vane Krstevski (1)           |
| Bregalnica Štip  | Goran Zdravkov   | 13 giocatori            | Dimitrij Dimitrijevski (1) Collin Anderson (1)                      |
| Gostivar         | Murat Daban      | 12 giocatori            |                                                                     |
| Makedonija G.P.  | Goran Simov      | 13 giocatori            | Aleksej Slavkov (1)                                                 |
| Rabotnički       | MIlan Ilievski   | 14 giocatori            | Mevlan Murati (1) Georg Stojanovski (1) Atdhe Mazari (1)            |
| Sileks Kratovo   | Gorazd Mihajlov  | 14 giocatori            | Stefan Milosavljević (1) Antonio Kalanoski (1) Marjan Ristovski (1) |
| Shkupi           | Cihat Arslan     | 10 giocatori            | Darko Ilieski (1) Niltinho (1)                                      |
| Škendija         | Adrian Nuhiu     | 14 giocatori            | Almir Aganspahić (1)                                                |
| Struga           | Shpëtim Duro     | 16 giocatori            | Marjan Radeski (1) Senad Jarović (1)                                |
| Tikveš Kavadarci | Gjorgji Mosjov   | 13 giocatori            | Ivan Ivanovski (2)                                                  |
| Vardar           | Boban Grnčarov   | 13 giocatori            |                                                                     |
| Voska Sport      | Milan Radović    | 9 giocatori             |                                                                     |

## Albo d'oro
- 1992-1993  Vardar (1)
- 1993-1994  Vardar (2)
- 1994-1995  Vardar (3)
- 1995-1996  Sileks Kratovo (1)
- 1996-1997  Sileks Kratovo (2)
- 1997-1998  Sileks Kratovo (3)
- 1998-1999  Sloga Jugomagnat (1)
- 1999-2000  Sloga Jugomagnat (2)
- 2000-2001  Sloga Jugomagnat (3)
- 2001-2002  Vardar (4)
- 2002-2003  Vardar (5)
- 2003-2004  Pobeda (1)
- 2004-2005  Rabotnički (1)
- 2005-2006  Rabotnički (2)
- 2006-2007  Pobeda (2)
- 2007-2008  Rabotnički (3)
- 2008-2009  Makedonija G.P. (1)
- 2009-2010  Renova (1)
- 2010-2011  Škendija (1)
- 2011-2012  Vardar (6)
- 2012-2013  Vardar (7)
- 2013-2014  Rabotnički (4)
- 2014-2015  Vardar (8)
- 2015-2016  Vardar (9)
- 2016-2017  Vardar (10)
- 2017-2018  Škendija (2)
- 2018-2019  Škendija (3)
- 2019-2020  Vardar (11)
- 2020-2021  Škendija (4)
- 2021-2022  Shkupi (1)
- 2022-2023  Struga (1)
- 2023-2024  Struga (2)
- 2024-2025  Škendija (5)

### Vittorie per squadra
| Club             | Titoli | Anni |
| ---------------- | ------ | --- |
| Vardar           | 11     | 1992-1993, 1993-1994, 1994-1995, 2001-2002, 2002-2003, 2011-2012, 2012-2013, 2014-2015, 2015-2016, 2016-2017, 2019-2020 |
| Škendija         | 5      | 2010-2011, 2017-2018, 2018-2019, 2020-2021, 2024-2025                                                                   |
| Rabotnički       | 4      | 2004-2005, 2005-2006, 2007-2008, 2013-14                                                                                |
| Sloga Jugomagnat | 3      | 1998-1999, 1999-2000, 2000-2001                                                                                         |
| Sileks Kratovo   | 3      | 1995-1996, 1996-1997, 1997-1998                                                                                         |
| Pobeda           | 2      | 2003-2004, 2006-2007 |
| Struga           | 2      | 2022-2023, 2023-2024 |
| Renova           | 1      | 2009-2010 |
| Makedonija G.P.  | 1      | 2008-2009 |
| Shkupi           | 1      | 2021-2022 |